# Swen Hutter
Swen Hutter (* 1978) ist ein Politikwissenschaftler und Hochschullehrer. Er ist Lichtenberg-Professor für Politische Soziologie an der Freien Universität Berlin. Zudem ist er Direktor des Zentrums für Zivilgesellschaftsforschung am Wissenschaftszentrum Berlin für Sozialforschung.
Swen Hutter studierte Politikwissenschaft, Kommunikationswissenschaft und Völkerrecht an der Universität Zürich. Seine Promotion zu Protestpolitik in Westeuropa schloss er 2011 am Geschwister Scholl Institut der Ludwigs-Maximilians-Universität München ab. Anschließend war er am Geschwister Scholl Institut und dem Europäischen Hochschulinstitut in Florenz tätig, bevor er 2018 an die Freie Universität Berlin berufen wurde.

## Forschung
Swen Hutters Forschungsinteressen liegen im Bereich der politischen Soziologie und vergleichenden Politikwissenschaft. Dabei beschäftigt er sich mit der Dynamik und Strukturierung von politischen Konflikten in demokratischen Gesellschaften, zum Beispiel mit der zunehmenden Rolle von Themen wie Immigration und Europa. Am Zentrum für Zivilgesellschaftsforschung forscht er insbesondere zur Interaktion von sozialen Bewegungen und politischen Parteien, beispielsweise in der Mobilisierung neuer gesellschaftlicher Konflikte.

## Schriften (Auswahl)
- Hutter S, Kriesi H (Hrsg.): European Party Politics in Times of Crisis. Cambridge University Press, 2019, ISBN 978-1-108-65278-0, doi:10.1017/9781108652780 (englisch, cambridge.org).
- Hutter S, Grande E, Kriesi H: Politicising Europe. Cambridge University Press, 2016, ISBN 978-1-107-12941-2 (englisch).
- Swen Hutter: Protesting culture and economics in Western Europe: new cleavages in left and right politics. University of Minnesota Press, 2014, ISBN 978-0-8166-9118-0 (englisch).
- Kriesi H, Grande E, Dolezal M, Helbling M, Hoeglinger D, Hutter S, Wueest B: Political conflict in Western Europe. Cambridge University Press, 2012, ISBN 978-1-107-02438-0 (englisch).